# Aci Catena
Aci Catena – miasto i gmina we Włoszech, w regionie Sycylia, w prowincji Katania.
Według danych na rok 2004 gminę zamieszkiwało 26 920 osób, 3365 os./km².

## Miasta partnerskie
- Ceuta, Hiszpania
- Catenanuova, Włochy
- Campofiorito, Włochy